# Altipolia sonamargensis
Altipolia sonamargensis är en fjärilsart som beskrevs av Plante 1985. Altipolia sonamargensis ingår i släktet Altipolia och familjen nattflyn. Inga underarter finns listade i Catalogue of Life.